# Federação Internacional de Canoagem
A Federação Internacional de Canoagem é a entidade internacional que regulamenta a prática da canoagem e de suas modalidades em todo o mundo.